# Nya Zeelands geografi

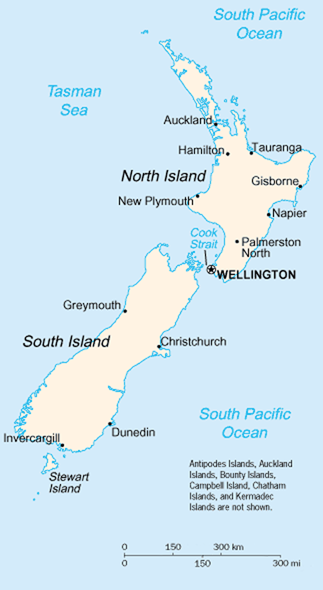
En karta över det huvudsakliga Nya Zeeland

Nya Zeeland är en ögrupp i sydöst om Australien i Oceanien i södra Stilla havet. Landet består av de två huvudöarna Nordön och Sydön (där den sistnämnda har den största ytan), samt flera mindre öar. Nya Zeeland varierar mycket i klimat från kallt och vått, till torrt och subtropiskt klimat. Landets dramatiska och varierande landskap har gjort det populärt för TV-program och filmer, till exempel Sagan om Ringen-trilogin.  

## Fysisk geografi
Nya Zeelands totala landareal är 268 680 kvadratkilometer (motsvarar ungefär Storbritannien eller Italien till ytan). Landet är mer än 1 600 kilometer långt, mätt utefter den axel landet sträcker sig. Landet har en ungefär 15 000 kilometer lång kustlinje och stora marina resurser. Naturtillgångar inkluderar kol, vattenkraft, naturgas, järn, sand, guld, kalksten samt trä.
Sydön är den största ön och har ungefär en fjärdedel av landets befolkning. Ön delas på längden av Sydalperna, med den största toppen Mount Cook 3754 meter över havet. Det finns arton andra toppar över tre tusen meter.
Nordön är mindre bergig än Sydön, men har mer vulkanisk aktivitet. Öns högsta topp Mount Ruapehu är en aktiv vulkan. Tauposjön ligger i den centrala delen av ön. Sjön är en caldera efter ett utbrott av vulkanen med samma namn för 70 000 år sedan.

## Klimat
Nya Zeelands klimat är för det mesta kalltemperaterat till varmtemperaterat. Genomsnittstemperaturen varierar från 8° C på Sydön till 16° på Nordön. Januari och februari är de varmaste månaderna, juli den kallaste. Landet har inte ett stort temperaturområde men vädret kan ändras snabbt och oväntat. Subtropiska förhållanden kan råda på Nordön.

## Geologi
Nya Zeeland ligger på gränsen mellan två tektoniska plattor. Stillahavsplattan glider under den Indo-Australiska plattan. Kollisionen mellan plattorna orsakar mycket jordbävningar i landet, även om stora är ovanliga. Landet upplever omkring 14 000 jordbävningar per år, en del runt magnitud 7 på Richterskalan. Den geotermiska aktiviteten driver flera geotermiska kraftverk. En del vulkaniska områden är också populära turistdestinationer.

## Topografi
På Sydön finns några bergstoppar med evig snö. Den högsta, Mount Cook, når 3 766 m. Maorierna kallar berget Aorangi, vilket kan översättas med molnspetsaren. (Jämför skyskrapa.)

## Öar
- Bebodda mindre öar:
  - Stewart Island är den till ytan tredje största ön, belägen något söder om Sydön. Den har en permanent befolkning på ungefär 400 personer.
  - Waiheke Island har omkring 7 000 invånare och är den tredje största ön befolkningsmässigt (på sommaren är antalet invånare betydligt högre på grund av turism). Den ligger i Haurakigolfen utanför Auckland.
  - Great Barrier Island är en glest befolkad ö, som ligger öst om Haurakigolfen. Den är ett populärt turistmål.
  - Chatham Islands är en friliggande ögrupp öst om Sydön med 717 invånare.

- Nya Zeelands subantarktiska öar (alla saknar permanent bosättning):
  - Antipodöarna
  - Aucklandöarna
  - Bountyöarna
  - Campbellöarna
  - Kermadecöarna
  - Snareöarna

Nya Zeeland gör dessutom anspråk på Ross Dependency i Antarktis, men den del av anspråket, som omfattar en sektor av själva antarktiskontinenten är inte internationellt accepterat. Detta leder till ständiga reservationer när internationella överenskommelser berörande Antarktis ska undertecknas.

## Politisk geografi
Nya Zeeland är indelat i sexton regioner, sju på sydön och nio på nordön, samt ett antal utomliggande öar som inte är inkluderade inom de regionala gränserna. Regionerna är från norr till söder:
- Northland
- Auckland
- Waikato
- Bay of Plenty
- Gisborne *)
- Hawke's Bay
- Taranaki
- Manawatū-Whanganui
- Wellington
- Marlborough *)
- Nelson *)
- Tasman *)
- West Coast
- Canterbury
- Otago
- Southland
- Chatham Islands *)

────────
*) Stad eller distrikt med regional status

## Städer
Sorterat i ordning från norr till söder:
- Whangarei
- Auckland
- Hamilton
- Tauranga
- Rotorua
- Gisborne
- Napier
- Hastings
- New Plymouth
- Wanganui
- Palmerston North
- Wellington
- Nelson-City
- Christchurch
- Timaru
- Queenstown
- Dunedin
- Invercargill